# Neptune Memorial Reef

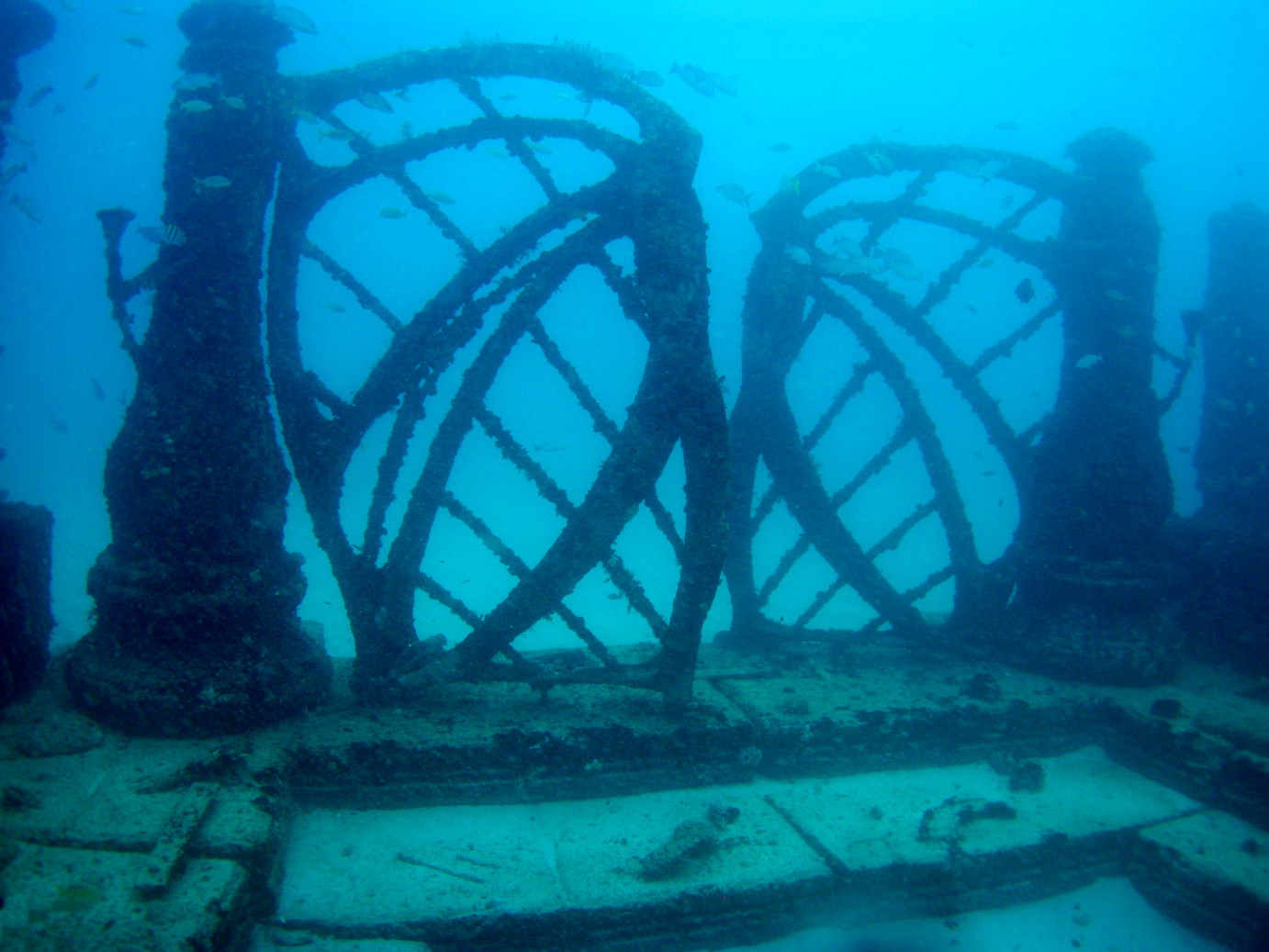
Unterwassertore des Mausoleums

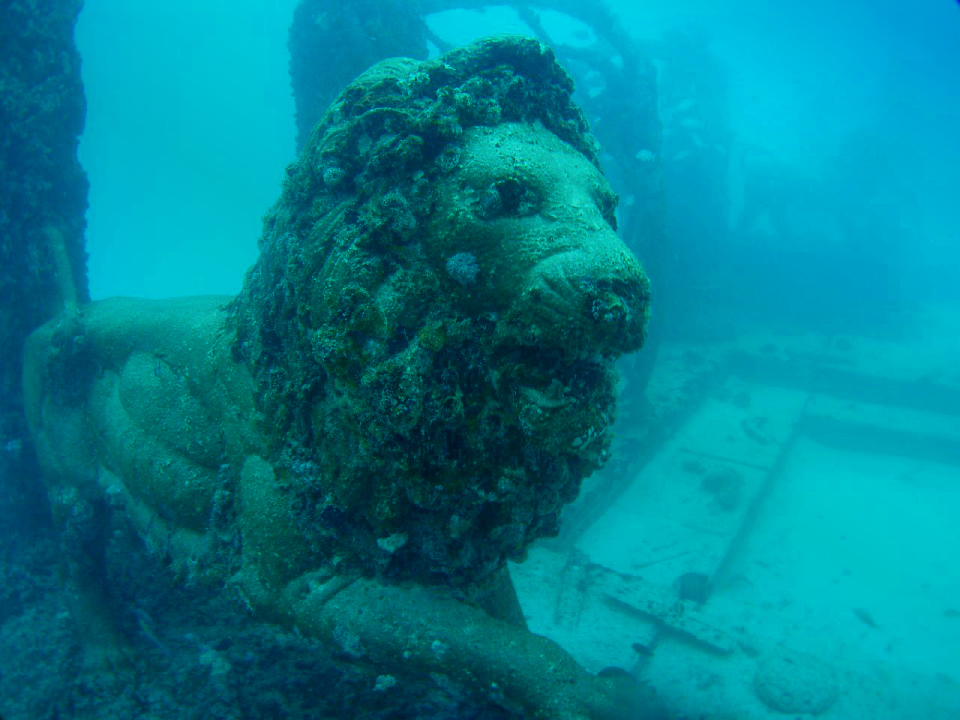
Löwenstatue

Das Neptune Memorial Reef (auch bekannt als Atlantis Memorial Reef oder Atlantis Reef) ist ein Unterwasser-Mausoleum für eingeäscherte Verstorbene. Es befindet sich 5,2 Kilometer vor der Küste von Key Biscayne in Florida und ist als das größte künstliche Korallenriff der Welt geplant.
Das Riff befindet sich in einer Wassertiefe von 12 Metern und nahm 2012 eine Fläche von 2024 m² ein; eine in einigen Jahren geplante Erweiterung auf 65.000 m² des Ozeanbodens oder 6,5 Hektar ist in Vorbereitung. Das Design der Friedhofsstadt umfasst Unterwasserwege, die zu einem zentralen Platz mit Toren, Terrassen und Statuen führen.
Für die erste Phase wird eine Aufnahme von 850 Bestattungen geschätzt mit einem Fernziel von mehr als 125.000 Bestattungen. Obwohl es in Nachrichtenartikeln häufig als Unterwasser-Mausoleum oder Unterwasser-Friedhof bezeichnet wird, erfüllt es die Kriterien dafür eigentlich nicht ganz. Teilweise werden die eingeäscherten Überreste mit Beton vermischt, zu Statuen verformt und als besondere Bestandteile (z. B. Seesterne) ins Riff gesetzt, daneben werden Gedenktafeln hinzugefügt. Korrekterweise handelt es sich demnach eher um eine Gedenkstätte für Feuerbestattungen.
Das Neptune Memorial Reef wurde nach einer Reihe von Schwierigkeiten (insbesondere Zulassungshürden) im Jahr 2007 eröffnet. Nach umfangreicher Evaluierung und einem Genehmigungsverfahren wurde das Memorial Reef von verschiedenen Umweltbehörden (EPA, DERM, NOAA, FWC) und dem Army Corps of Engineers zugelassen. Eine der baulichen Anforderungen war es, dass das Memorial Reef im Extremfall auch in der Lage sein muss, einem Sturm standzuhalten, der dem stärksten Sturm der letzten 100 Jahre entspricht. Während des Genehmigungsverfahrens überquerte der Kategorie-5-Hurrikan Andrew das Gebiet und erforderte eine Neugestaltung des Riffs.
Das Riff wurde am Meeresboden sowohl als Heimat für Meeresbewohner als auch als „Ausflugsziel für Hobbytaucher“ konzipiert. Es befindet sich in einer besonderen Management-Zone, in der Segler und Taucher willkommen sind, aber kein Fisch- oder Hummerfang erlaubt ist. Da sich nun riffbildende Steinkorallen am Standort entwickelt haben, kann das Neptune Society Memorial Reef tatsächlich als Korallenriff eingestuft werden.